# Suzette
Suzette (syzɛt; okzitanisch Suseta) ist eine südfranzösische Gemeinde mit 111 Einwohnern (Stand 1. Januar 2022) im Département Vaucluse in der Region Provence-Alpes-Côte d’Azur. Sie gehört zum Kanton Vaison-la-Romaine im Arrondissement Carpentras.

## Geographie
Suzette liegt in der Provence, etwa 17 Kilometer nördlich von Carpentras und etwa 30 Kilometer östlich von Orange. Sie ist seit 2002 eine der Gemeinden der Communauté d’agglomération Ventoux-Comtat-Venaissin. 
An der westlichen Gemeindegrenze verläuft der Bergkamm Dentelles de Montmirail.
Die angrenzenden Gemeinden sind Malaucène im Norden, Le Barroux im Osten, La Roque-Alric und Lafare im Süden und Gigondas im Westen. 

## Bevölkerungsentwicklung
| Jahr      | 1962 | 1968 | 1975 | 1982 | 1990 | 1999 | 2008 | 2016 | 2022 |
| --------- | ---- | ---- | ---- | ---- | ---- | ---- | ---- | ---- | ---- |
| Einwohner | 103  | 83   | 89   | 113  | 108  | 129  | 118  | 122  | 111  |

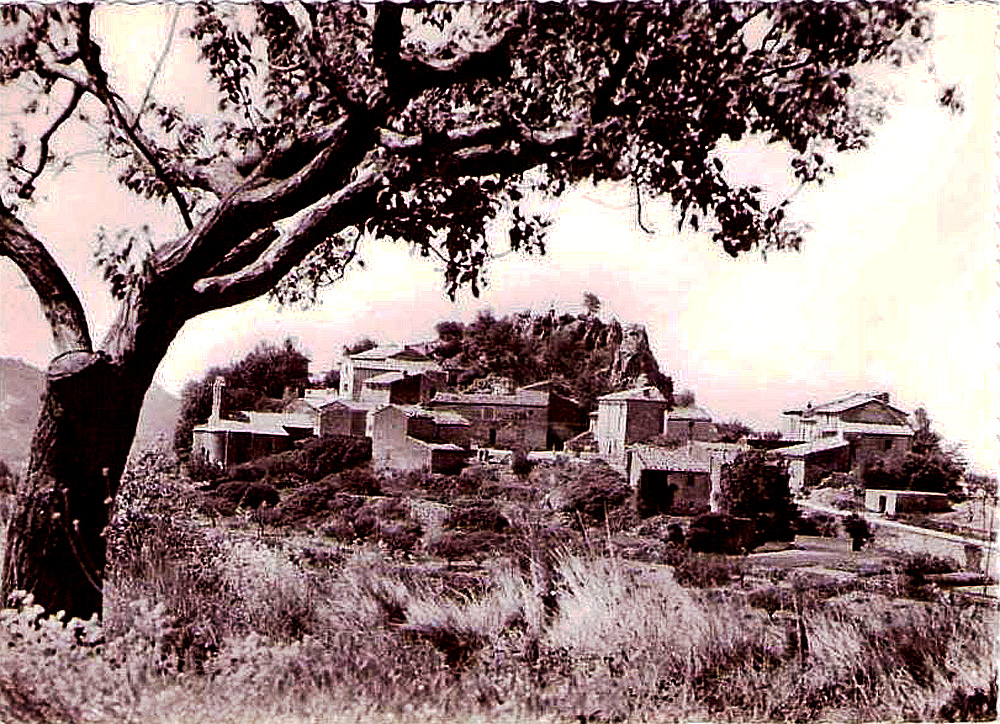
Suzette um das Jahr 1920
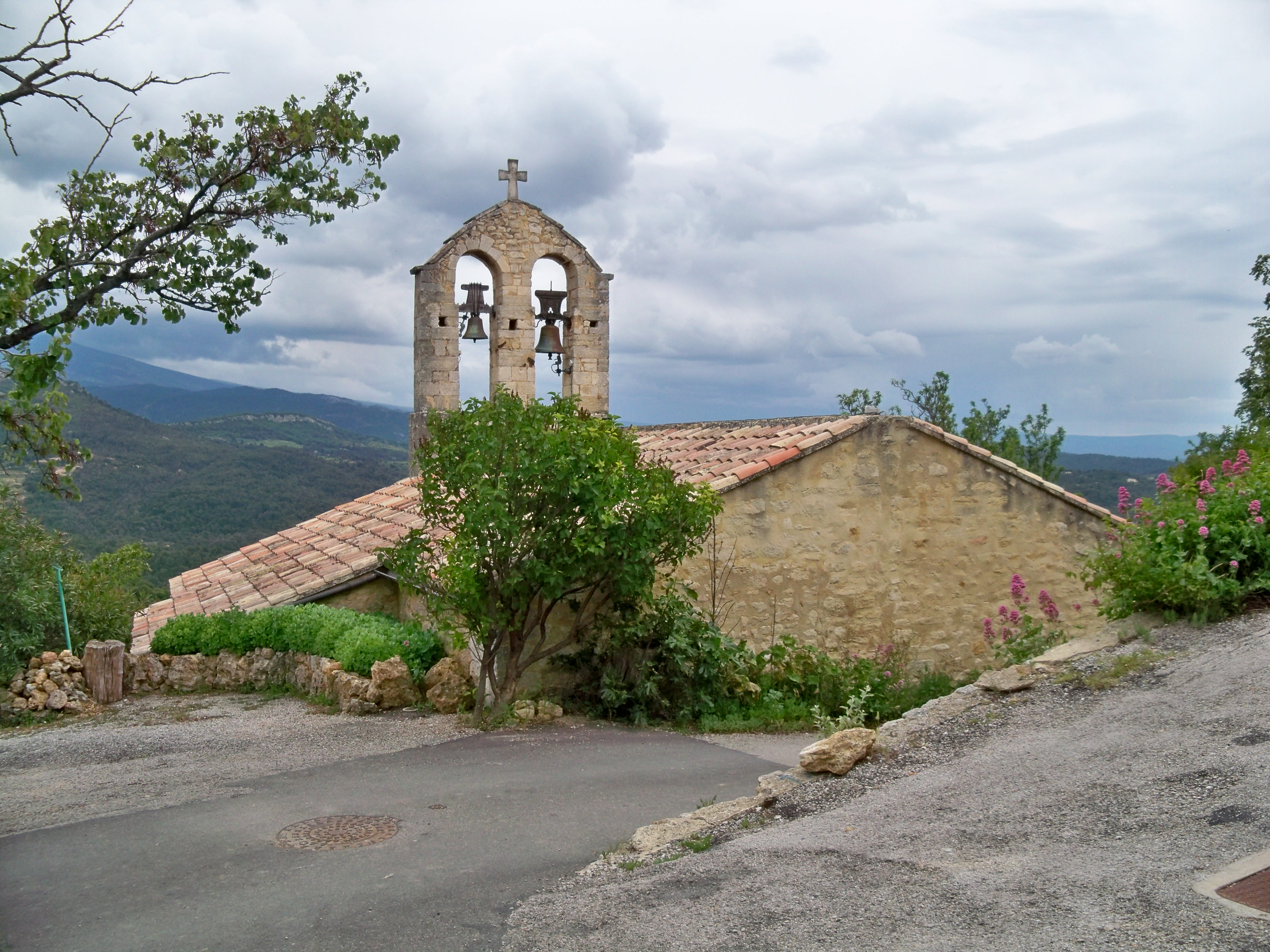
Romanische Kirche
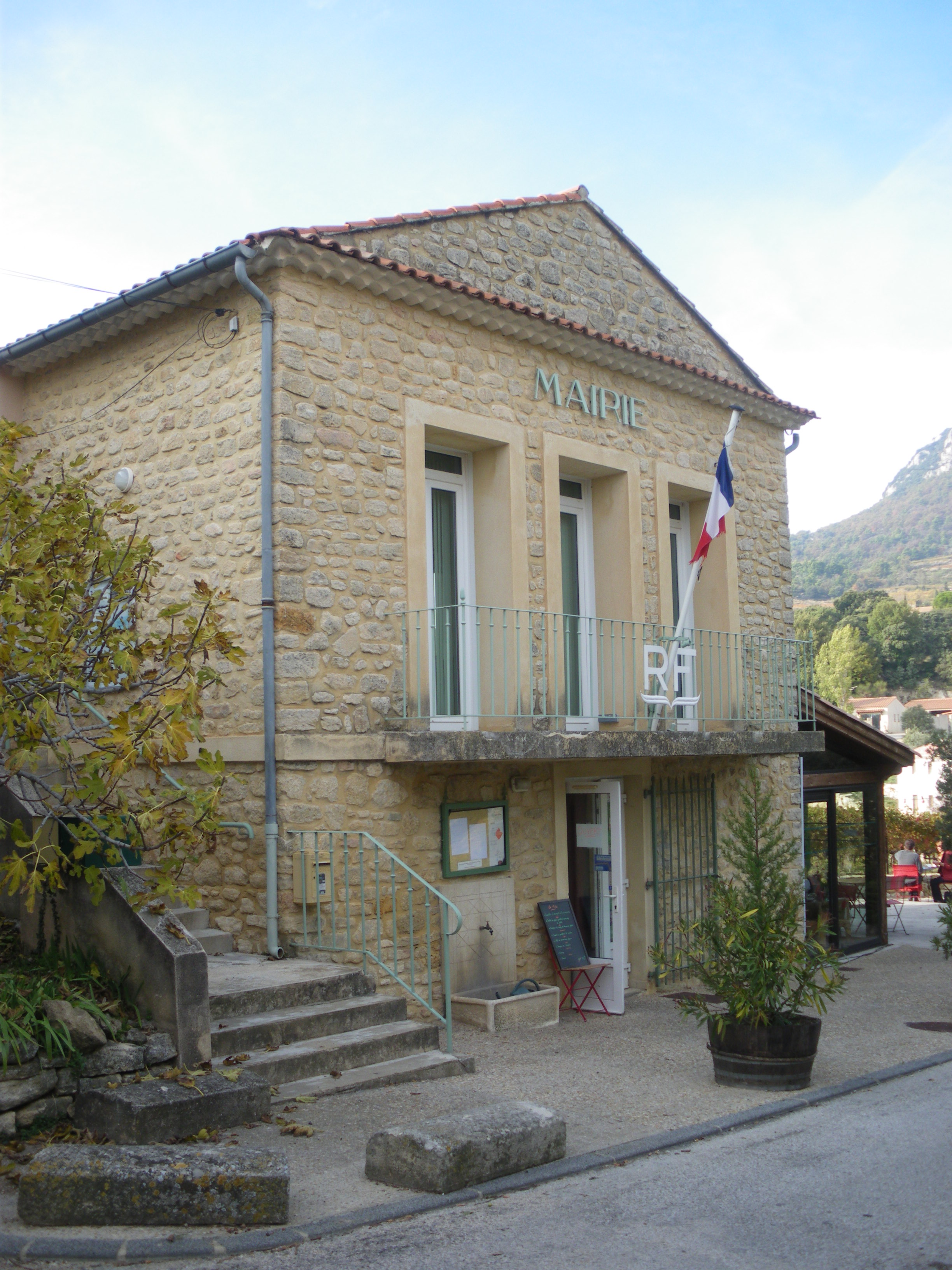
Mairie (Rathaus)